# Augsbourg
 (décembre 2024).
 (décembre 2024).
Si vous disposez d'ouvrages ou d'articles de référence ou si vous connaissez des sites web de qualité traitant du thème abordé ici, merci de compléter l'article en donnant les références utiles à sa vérifiabilité et en les liant à la section « Notes et références ».
Augsbourg (allemand Augsburg, prononcé en allemand : [ˈʔaʊ̯ksbʊʁk]  ; latin Augusta Vindelicorum) est une ville allemande située dans le Land de Bavière, en Souabe bavaroise, sur la Route romantique.
Ville universitaire et industrielle, Augsbourg est le chef-lieu du district de Souabe (Regierungsbezirk Schwaben), de l'arrondissement d'Augsbourg (Landkreis) et le siège d'un diocèse catholique. Ses palais, ses églises et son hôtel de ville reflètent son âge d'or, lorsqu'elle était aux XVe et XVIe siècles une ville de premier rang en Europe.
La ville avait une population de 301 586 habitants au 30 juin 2023 et est ainsi, après Munich et Nuremberg, la troisième ville de Bavière.
Augsbourg est une ville-arrondissement (Kreisfreie Stadt) et une des 82 grandes villes (Großstadt) allemandes depuis le début du XXe siècle ; le nombre de ses habitants a franchi la barre des 100 000 à la même époque.

## Géographie
Augsbourg est située dans le sud-ouest du land, à 60 km à l'ouest de Munich, la capitale de la Bavière, à 120 km au sud-ouest de Nuremberg et à 160 km à l'est de Stuttgart, capitale du land de Bade-Wurtemberg.
La ville est construite sur le Lech qui descend du Tyrol à 150 km au sud-ouest et se jette dans le Danube à 40 km plus au nord. Le cœur historique de la ville est situé juste avant le confluent du Lech et de son affluent la Wertach. Sa partie la plus ancienne se trouve à l'extrémité nord d'un plateau.
La situation de la ville, entre le Lech et la Wertach, assure à la cité un abondant approvisionnement en eau, qui s'est révélé déterminant dans le développement de l'artisanat et de l'économie d'Augsbourg. Dès le XIIIe siècle, la municipalité œuvre à la création d'un réseau hydraulique constitué de canaux, écluses, pompes, etc. L'énergie hydraulique constitue du Moyen Âge à la révolution industrielle la principale source d'énergie de la ville. 
| Mois                              | jan. | fév. | mars | avril | mai  | juin | jui. | août | sep. | oct. | nov. | déc. | année |
| --------------------------------- | ---- | ---- | ---- | ----- | ---- | ---- | ---- | ---- | ---- | ---- | ---- | ---- | ----- |
| Température minimale moyenne (°C) | −4,2 | −3,2 | −0,2 | 3     | 7,2  | 10,6 | 12,3 | 11,9 | 8,9  | 4,8  | 0,4  | −2,9 | 4,1   |
| Température maximale moyenne (°C) | 1,4  | 3,6  | 8,3  | 12,8  | 17,7 | 20,8 | 23   | 22,6 | 19,3 | 13,4 | 6,5  | 2,5  | 12,7  |
| Précipitations (mm)               | 46   | 47   | 45   | 65    | 88   | 109  | 90   | 93   | 67   | 52   | 59   | 50   | 811   |

### Municipalités voisines
La ville d'Augsbourg fait partie de l'arrondissement d'Augsbourg et est voisine à l'est de l'arrondissement d'Aichach-Friedberg et au nord de l'arrondissement de Danube-Ries.
Les municipalités limitrophes d'Augsbourg, dans le sens des aiguilles d'une montre en commençant par le nord, sont : Rehling, Affing, Friedberg, Kissing, Mering, Merching dans l'arrondissement d'Aichach-Friedberg et Königsbrunn, Bobingen, Gessertshausen, Diedorf, Stadtbergen, Neusäß, Gersthofen dans l'arrondissement d'Augsbourg.

### Organisation administrative

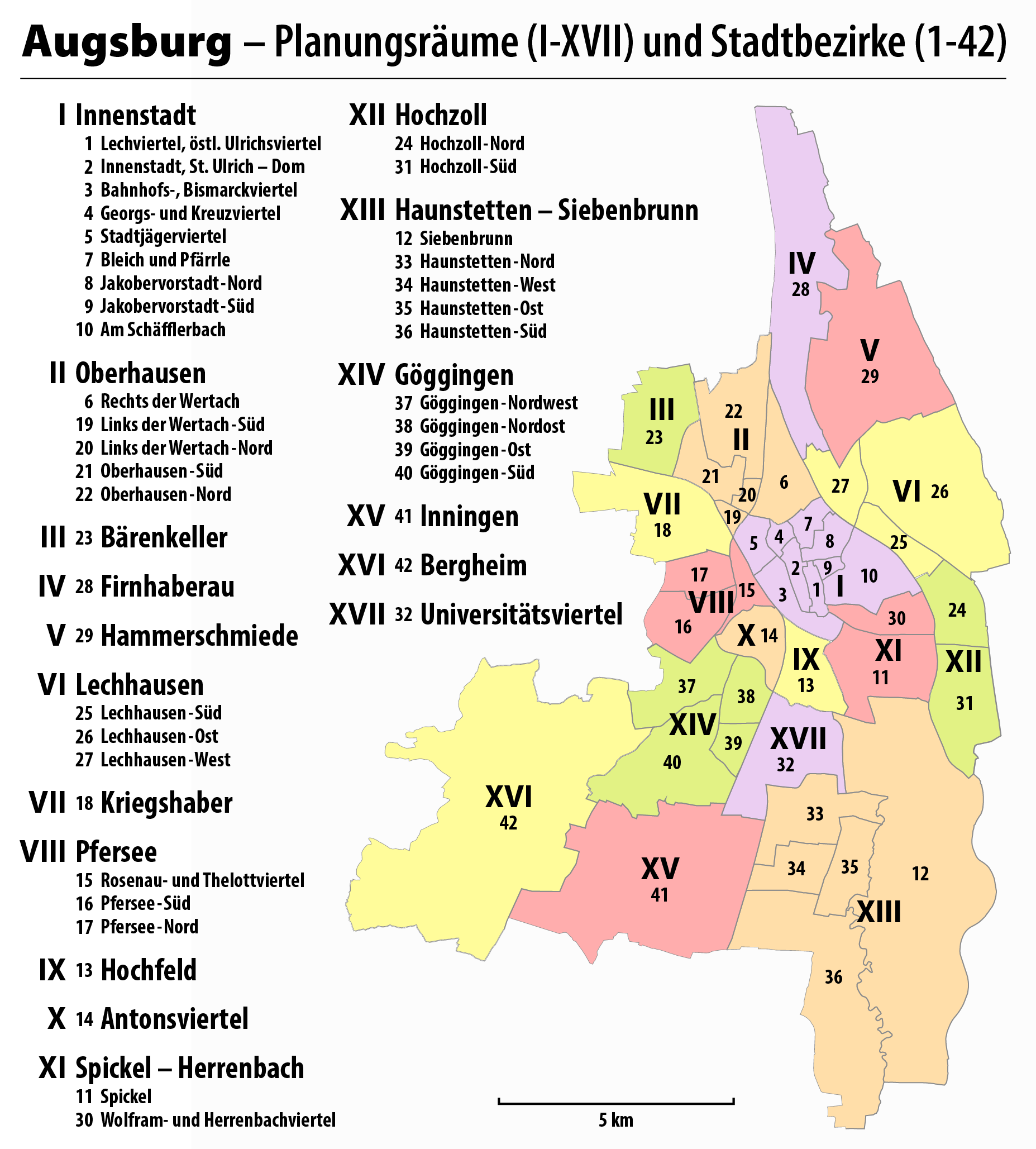
Les districts et arrondissements d'Augsbourg

Depuis 1938, Augsbourg est divisée en 17 districts de planification (Planungsräume), eux-mêmes partagés en 42 arrondissements municipaux (Stadtbezirk), qui correspondent souvent aux anciennes communes absorbées par la ville au cours du XXe siècle.
En voici la liste (population en 2009 et année d'incorporation à la ville d'Augsbourg lorsque c'est le cas) :
| - I, Innenstadt (40 997) - II, Oberhausen (23 686), (1911) - III, Bärenkeller (7 314) - IV, Firnhaberau (5 375) - V, Hammerschmiede (6 727) - VI, Lechhausen (32 827), (1913) - VII, Kriegshaber (16 593), (1916) - VIII, Pfersee (23 316), (1911) - IX, Hochfeld (8 766) | - X, Antonsviertel, (6 229) - XI, Spickel-Herrenbach (12 707) - XII, Hochzoll (20 379), (1913) - XIII, Haunstetten-Siebenbrunn (26 568), (1910 pour Siebenbrunn, 1972 pour Haunstetten) - XIV, Göggingen (17 741), (1972) - XV, Inningen (4 747), (1972) - XVI, Bergheim (2 677), (1972) - XVII, Universitätsviertel, (11 035) |

### Démographie
À l'époque romaine, Augsbourg compte déjà 12 000 habitants et, à la fin du Moyen Âge, la ville atteint le chiffre de 30 000, ce qui en fait une des plus grandes villes du Saint-Empire romain germanique avec Cologne et Prague.
Augsbourg souffre beaucoup des destructions de la guerre de Trente Ans et perd durant cette période les deux-tiers de sa population pour abriter seize mille personnes en 1635. L'accroissement de la population stagne tout au long des XVIIe et XVIIIe siècles.
Le XIXe siècle est par contre une période de croissance soutenue en raison de l'industrialisation de la cité. La population passe alors de 26 000 habitants en 1806 à 80 000 en 1895. La croissance d'Augsbourg s'accélère encore au début du XXe siècle et la ville atteint les 185 000 en 1939, à la veille de la Seconde Guerre mondiale.
Les bombardements de la guerre provoquent une baisse de 20 % du nombre d'habitants et Augsbourg compte 146 000 habitants en 1945. Cependant, l'installation de nombreux réfugiés venus de Silésie, de Poméranie ou des Sudètes permet de retrouver les chiffres d'avant-guerre dès 1950.
Le maximum de population intra-muros a été atteint en 2015 avec 286 374 habitants. Augsbourg est aujourd'hui la 23e ville allemande.
L'agglomération compte cependant quelque 500 000 habitants et la région de planification 830 000 personnes, ce qui en fait la troisième zone urbaine de Bavière. En ce qui concerne les étrangers, la ville d'Augsbourg possède un grand nombre d'habitants nés hors de l'Allemagne.
| Pays de naissance  | Population (2013) |
| ------------------ | ----------------- |
| Turquie            | 12 618            |
| Italie             | 3 868             |
| Roumanie           | 3 201             |
| Croatie            | 2 238             |
| Pologne            | 2 117             |
| Grèce              | 1 955             |
| Russie             | 1 726             |
| Irak               | 1 587             |
| Ukraine            | 1 526             |
| Bosnie-Herzégovine | 1 489             |
| Hongrie            | 1 416             |

## Histoire
| Appartenances historiques Principauté épiscopale d'Augsbourg 888–1276 Saint-Empire (Ville libre) 1276–1806 Royaume de Bavière 1806–1918 Empire allemand 1871–1918 République de Weimar 1918–1933 Reich allemand 1933–1945 Allemagne occupée 1945–1949 Allemagne de l'Ouest 1949–1990 Allemagne 1990–présent |

Augsbourg est célèbre dans l'histoire par :
- l'Autel de la Victoire d'Augsbourg en 260
- la diète qui s'y tint en 1530, et où fut présentée la Confession d'Augsbourg,
- l'alliance d'Augsbourg entre le roi de France, François Ier, et les princes luthériens contre Charles Quint, en 1534,
- l'intérim d'Augsbourg, sorte de compromis entre les deux partis, présenté par Charles-Quint à la diète de 1548,
- la paix d'Augsbourg, paix de religion, entre les catholiques et les luthériens signée par Charles-Quint en 1555 : elle accordait la liberté de conscience, mais imposait aux prélats qui embrasseraient le luthéranisme l'obligation de résigner leurs bénéfices,
- la ligue d'Augsbourg, qui fut formée en 1686 entre les deux lignées de la maison d'Autriche, la Suède, la Saxe, la Bavière, les cercles de Souabe et de Franconie, etc., dans le but d'arrêter les empiétements de Louis XIV : ce fut le début de la guerre de la Ligue d'Augsbourg (1688-1697), guerre que termina le Traité de Ryswick.

Entre 1077 et 1582 y furent tenues plusieurs diètes d'Empire.
Durant les XVe et XVIe siècles, la ville devient une sorte de capitale financière et culturelle, les banquiers Fugger et Welser aidant notamment Charles Quint dans le financement de sa politique. Plusieurs artistes majeurs y travaillèrent : Hans Holbein l'ancien et son fils, Hans Burgkmair…
L'évêché d'Augsbourg était aussi, sous le Saint-Empire, un État d'Empire, qui faisait partie du cercle de Souabe et comprenait, outre Augsbourg, Dillingen et Füssen. L'évêque résidait depuis le XVIe siècle à Dillingen.

### Époque romaine

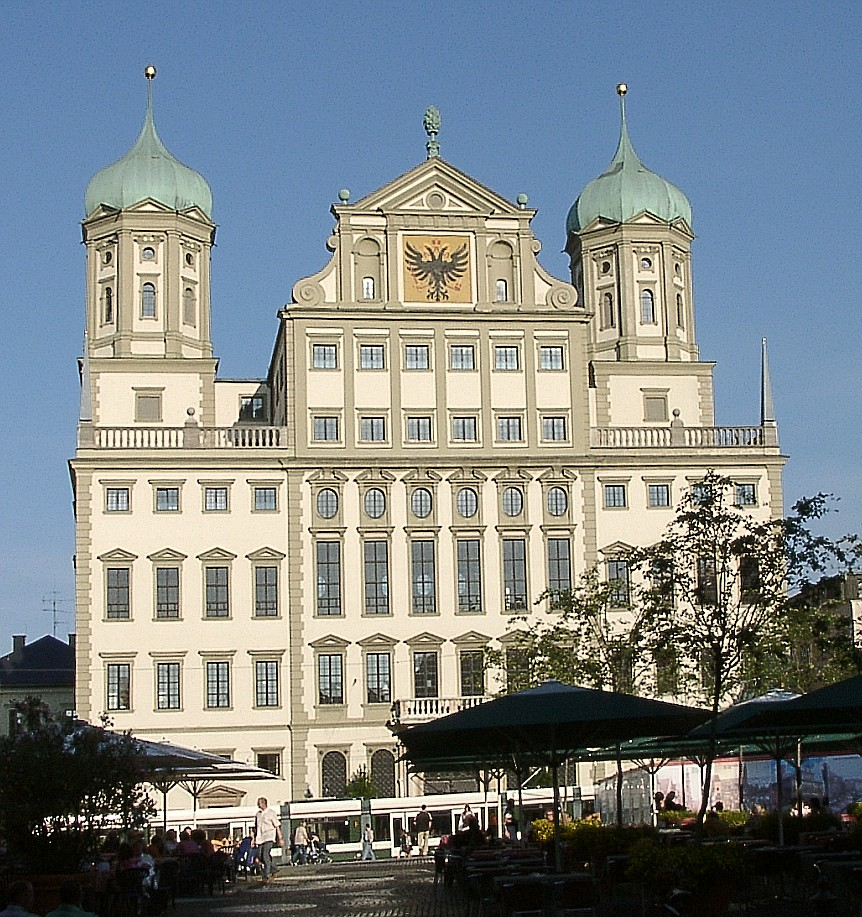
Hôtel de ville.

L'origine de la ville est une colonie romaine fondée par Drusus et Tibère, sous Auguste, vers 15 av. J.-C., d'où son nom romain, Augusta Vindelicorum. La ville figure parmi les villes les plus anciennes d'Allemagne avec Trèves, Mayence et Cologne. Au débouché de vallées alpines constituant des points de communication importants vers l'Italie, la ville devait servir de point de contact facile entre le cœur de l'Empire et la Germanie nouvellement conquise ; une véritable ville commerciale d'importance se développe autour de cette colonie ; elle est également le siège de la province romaine de Rhétie.

### Moyen Âge
La continuité urbaine après la chute de l'Empire romain reste incertaine : on sait que se développe au Ve siècle un pèlerinage autour du tombeau de sainte Afre, martyre qui incarne la christianisation de la ville, à 1,5 km au sud de la ville romaine, mais le sort de cette dernière est mal connu. Certains historiens ont situé l'ancienne forteresse de Vogastisburg, citée au VIIe siècle, à Augsbourg.
On ne parvient à la certitude que pour le VIIIe siècle avec Simpert, qui aurait été un proche de la famille carolingienne. À la chute de l'Empire carolingien, ce sont les évêques qui exercent le pouvoir temporel dans la ville et les sources sur la ville aux IXe et Xe siècles sont essentiellement les vies de ces évêques. Le plus marquant de ces évêques est Ulrich, canonisé en 983 (première bulle papale de canonisation de l'Histoire) : on lui attribue un grand nombre de réalisations dans la ville, fondations de communautés religieuses, construction d'églises et de fortifications… Près d'Augsbourg, sur la plaine du Lechfeld, se déroule en 955 une grande bataille contre les Hongrois, battus par les troupes du roi Otton dans lesquelles figure l'évêque Ulrich, proche conseiller du souverain.
Le XIe siècle est une période plus difficile pour la ville, enjeu plus qu'acteur dans les rivalités entre grandes familles aristocratiques qui se disputent l'Empire : la domination politique de l'évêque dans la ville n'est pas amoindrie, mais la ville est ravagée plusieurs fois par la guerre. Elle continue cependant à jouer un rôle important dans l'Empire, comme le montre notamment en 1006 l'élection au trône épiscopal du frère de l'Empereur Henri II, Brunon, qui contribue lui aussi au développement de la ville, par exemple par la fondation du chapitre Saint-Maurice, à mi-distance entre la cathédrale et Sainte-Afre, qui devient à son époque une communauté bénédictine placée sous le double patronage de Saints-Ulrich-et-Afre.
Jusqu'à cette époque, Augsbourg est essentiellement une civitas, siège du pouvoir temporel et spirituel de l'évêque, sans constituer un grand centre de peuplement. Elle participe pleinement au XIIe siècle de l'essor urbain qui caractérise tout l'Occident : une première implantation marchande située immédiatement au sud de la civitas, au lieu-dit Perlach, voit le jour au XIIe siècle ; peu après, une fortification commune vient pour la première fois unir l'ancienne ville romaine et le bourg situé autour de Saint-Ulrich.
Devenue ville libre d'Empire en 1276, la ville continue son développement démographique et économique. Son économie est fondée largement sur la fabrication de futaine, un textile de consommation courante ; comme dans de nombreuses villes d'Allemagne du Sud, cette production donne rapidement lieu au développement d'un commerce important, d'abord principalement par la foire de Francfort, puis à la diversification des activités : au-delà de la commercialisation des productions locales, des familles marchandes augsbourgeoises parviennent à jouer un rôle essentiel dans la finance européenne de leur temps, à commencer par les Fugger et les Welser dont l'apogée se situe dans la première moitié du XVIe siècle.
Du point de vue démographique, la ville atteint 18 à 20 000 habitants à la fin du XVe siècle, entraînant la construction d'une nouvelle fortification à la fin du XIVe siècle, si vaste qu'elle suffit à contenir la population jusqu'à la révolution industrielle, ce qui est d'autant plus important qu'au contraire de Nuremberg ou de Rothenburg elle ne parvient pas à se constituer un territoire propre en raison de la concurrence de seigneurs puissants (ducs de Bavière, évêque et chapitre d'Augsbourg). La place croissante des artisans dans la population urbaine et le développement d'une nouvelle classe de marchands exclus du pouvoir amène en 1368 un changement profond dans l'organisation politique de la ville : au lieu d'un conseil exclusivement réservé aux patriciens, les sièges et les magistratures sont répartis entre patriciens et membres de 17 corps de métier.

### De la Réforme à la guerre de Trente Ans

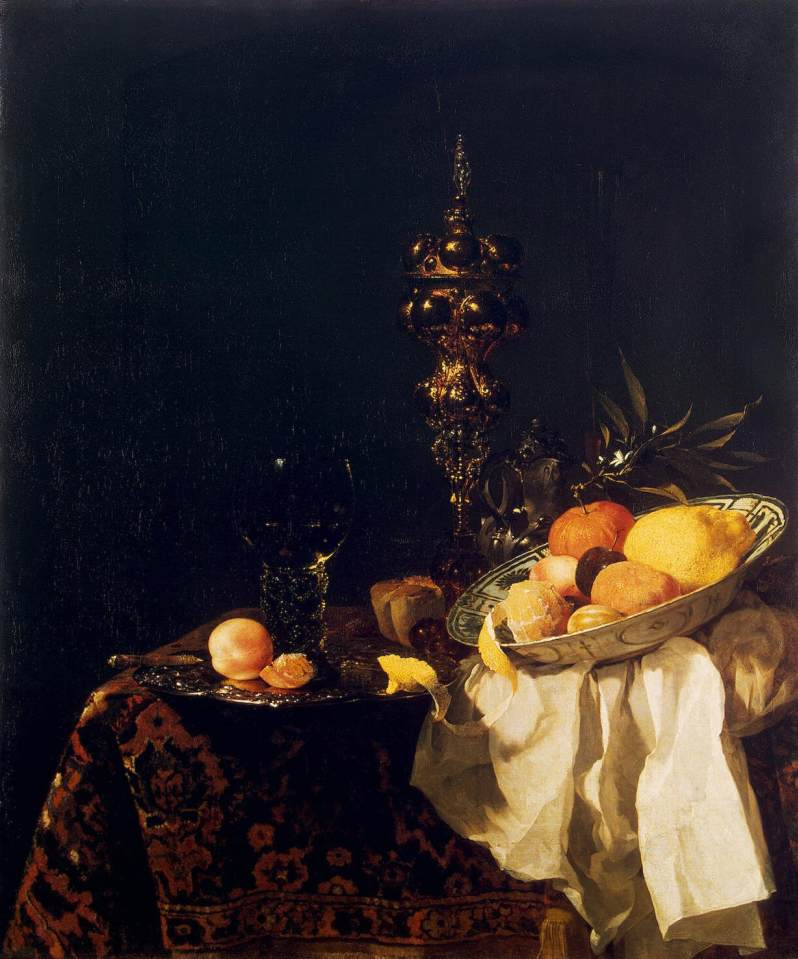
Dessert (1653-1654)
avec haute coupe d'Augsbourg
Willem Kalf
Musée de l'Ermitage.

Les premiers temps de la Réforme marquent profondément la ville, où Martin Luther séjourne en 1518. Pendant plusieurs années, le conseil hésite face à un mouvement qui suscite une forte adhésion dans la population, mais aussi des oppositions, notamment des Fugger, et qui divise le conseil lui-même. À l'occasion de la Diète de 1530, les protestants y rédigent la Confession d'Augsbourg qui entend mettre d'accord les principaux courants protestants. Le conseil n'introduit la Réforme qu'à partir de 1534, avant d'interdire le culte catholique en 1537 ; la défaite des protestants en 1547 dans la Guerre de Smalkalde amène pourtant son rétablissement. En 1548, Charles Quint profite de sa victoire pour rétablir à Augsbourg comme dans beaucoup d'autres villes un régime presque entièrement patricien, qui favorise les catholiques très minoritaires à cette date dans la ville.
Au XVIIe siècle, Augsbourg est célèbre pour son orfèvrerie, jusqu'à ce que le style rocaille du XVIIIe siècle dont une foule de modèles gravés arrivent de France, succède aux anciennes traditions.
Sa croissance démographique continue jusqu'au premier tiers du XVIIe siècle est brutalement interrompue par la guerre de Trente Ans, qui fait perdre un tiers de sa population à la ville, notamment à l'occasion de la prise de la ville par les armées suédoises.

### Époque contemporaine
En 1806, à la suite du traité de Presbourg et la disparition du Saint-Empire romain germanique, Augsbourg perd son indépendance et est annexée au royaume de Bavière. En 1817, la ville devient la capitale administrative de l'Oberdonaukreis, puis en 1837 du district de Souabe et de Neuburg.
Le 28 avril 1945, la ville est conquise par des unités de la VIIe Armée US.
L'université de la ville n'a été fondée qu'en 1970. Elle a été construite sur un ancien terrain d'aviation au sud de la ville, et le campus qui l'abrite a été construit en parallèle avec un nouveau quartier de la ville (Univiertel).
Le 25 décembre 2016, 54 000 habitants d'Augsburg sont évacués, à la suite de la découverte le 20 décembre d'une bombe britannique datant de la Seconde Guerre mondiale dans le quartier de Jakobervorstadt. C'est à cette date la plus grande opération d'évacuation en Allemagne depuis la fin de la guerre. Une fois la bombe désamorcée, les habitants ont pu revenir chez eux.

## Économie
Depuis le développement de l'industrie textile à la fin du XVIIIe siècle, Augsbourg est une ville industrielle. L'un des principaux employeurs est le groupe MAN SE. Augsbourg fut également un important centre de construction aéronautique, l'entreprise Messerschmitt possédait plusieurs usines liées à la ville. Aujourd'hui elles sont le siège de l'entreprise Premium Aerotec, filiale de Airbus.
Augsbourg possède un aéroport (code AITA : AGB).

## Education et recherche

### Enseignement supérieur
Malgré le passé et l'importance historique de la ville, elle ne s'est dotée d'une université que depuis 1970. Mais l'Ecole professionnelle, le Centre Leopold-Mozart et l'Ecole supérieure d'Economie et de Management offrent une palette diversifiée de cursus universitaires. Depuis 2020, plus de 25 000 étudiants sont immatriculés dans l'enseignement supérieur local.

#### L'université d'Augsbourg

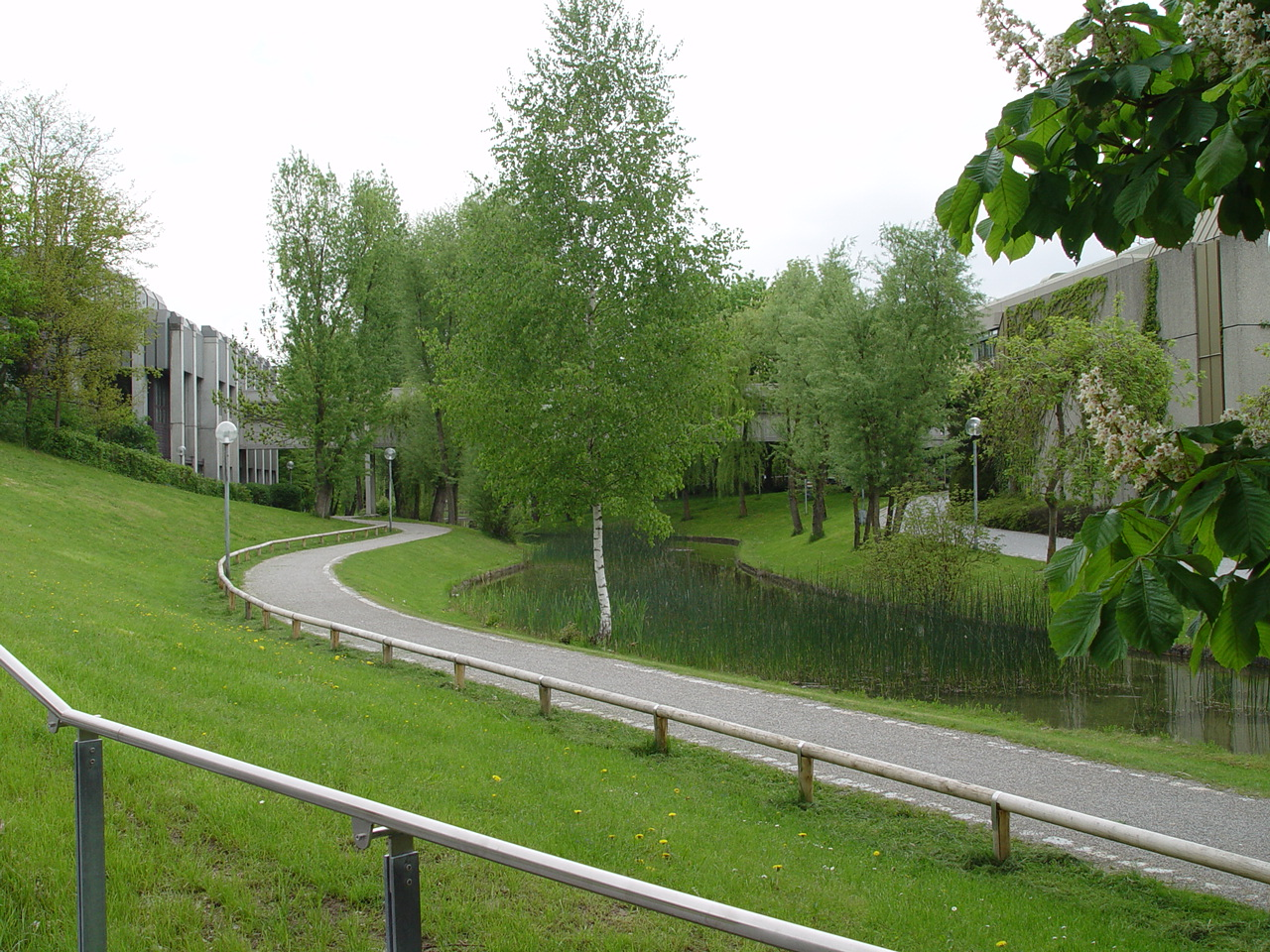
Campus de l'université d'Augsbourg.

L'université d'Augsbourg a été fondée en 1970. Elle n'est pas sans liens avec l'ancienne École supérieure de Théologie catholique de Dillingen (1549-1802, puis 1816-1971). En outre, son département des Sciences de l'Éducation a absorbé en 1972 l'Institut Pédagogique régional datant de 1958. Depuis 2008, son Centre Léopold-Mozart (LMZ) a intégré l'ancien Conservatoire de Nuremberg-Augsbourg. La faculté de médecine a ouvert ses portes en 2016, et l'ancienne clinique municipale lui a été rattachée en 2019 comme hôpital universitaire. L'université d'Augsbourg est la seule université de Souabe bavaroise.
Actuellement, l'université s'efforce de constituer des départements de sciences exactes et de sciences humaines, autour de la Faculté d'informatique fondée en 2003. Avec un peu moins de 20 000 étudiants, elle n'est pas encore une université au sens traditionnel ; concentrée sur la Culture, les Sciences sociales et économiques, elle élargit sans cesse le périmètre de ses cursus.
Depuis 1974, un nouveau campus a été aménagé sur l'ancien aérodrome au sud de la ville, qui forme à présent un nouveau faubourg (Les Universités). Pour l'instant, seules les filières d'économie industrielle occupent les anciens locaux de l'Institut Pédagogique de Lechhausen et du lieu-dit Alte Universität.

#### L'Institut Technique d'Augsbourg

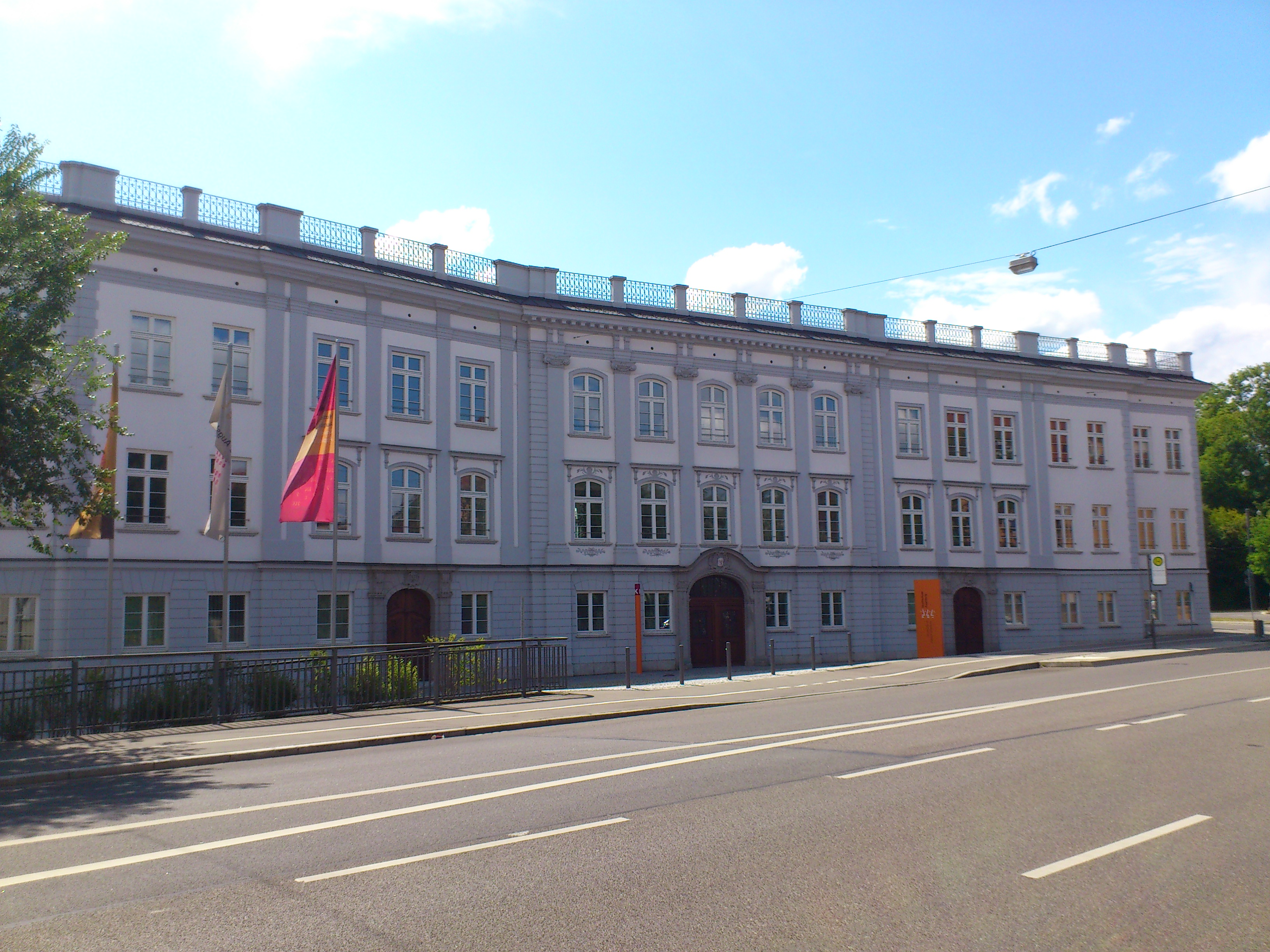
Campus La Porte Rouge, bâtiment K (abritant l'administration de l'Institut Technique d'Augsbourg.

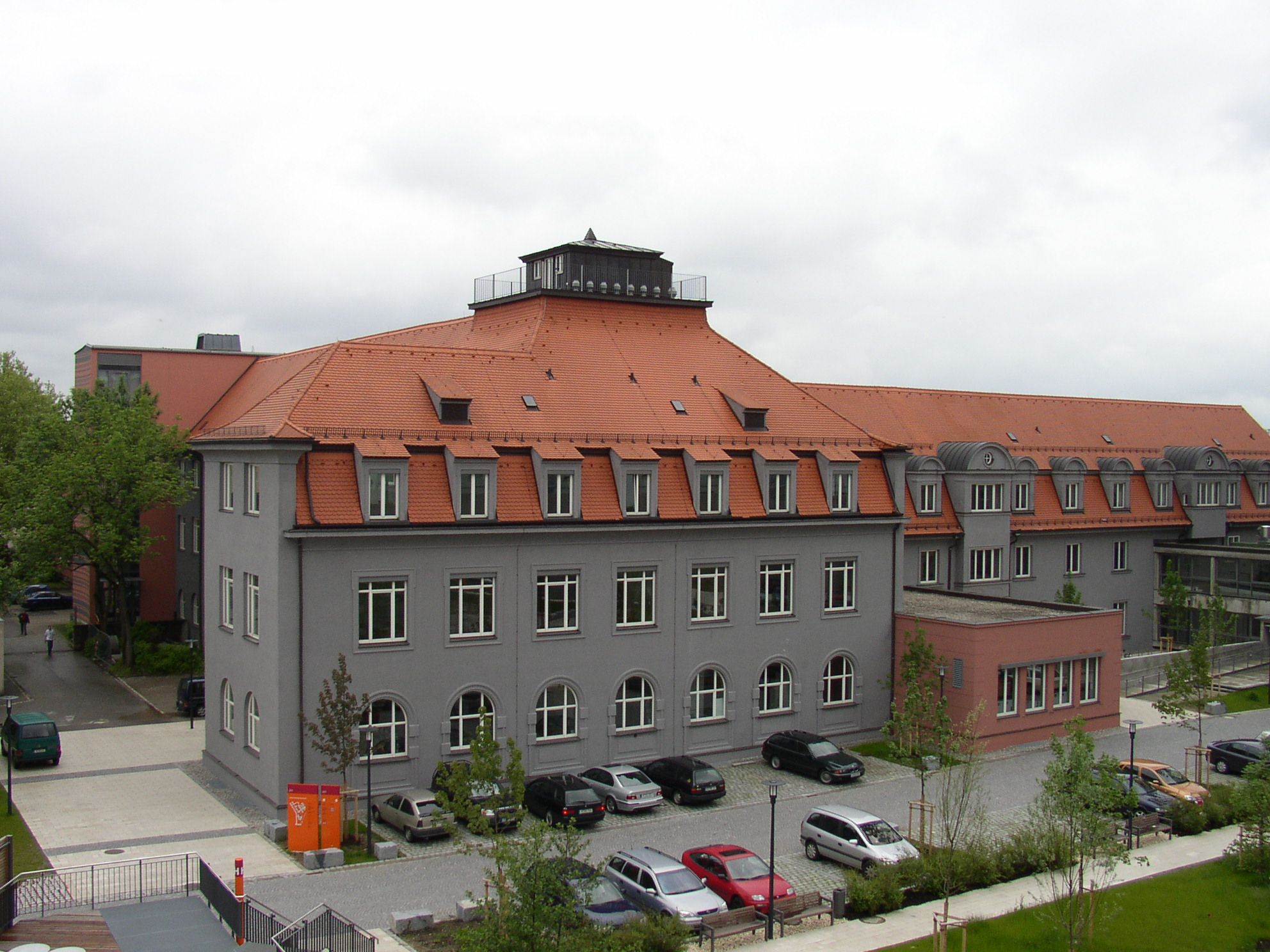
Campus de la Fontaine au Lech, Bâtiment A.

L'Institut Technique d'Augsbourg, quoiqu'il ne date que de 1971, s'enorgueillit du passé prestigieux des institutions scientifiques de la ville : il y avait ainsi dès 1660 une académie des Beaux-arts, institution protestante devenue en 1710 une académie de Ville d'empire (Reichsstädtische Kunstakademie), qui a posé les fondements d'un enseignement local des arts utiles. Cette antenne technique est devenue l'Institut polytechnique Rudolf-Diesel à la fin du XIXe siècle. Enfin, depuis 1971, elle a été fusionnée avec l'Ecole Industrielle d'Augsbourg et est ainsi l'une des plus anciennes écoles d'ingénieurs d'Allemagne. En 2008, elle a été rebaptisée Ecole des Sciences Appliquées d'Augsbourg (Hochschule für angewandte Wissenschaften Augsburg), ou Hochschule Augsburg.
Elle possède deux implantations : le campus am Brunnenlech et le Campus am Roten Tor, seulement distants de 500 m l'un de l'autre.

#### Centre Léopold-Mozart
L'Ecole Supérieure de Musique de Nuremberg-Augsbourg est née en 1998 de la fusion du Conservatoire Meistersinger de Nuremberg et du Conservatoire Leopold-Mozart d'Augsbourg. En dépit des véhémentes protestations des étudiants et professeurs, le Ministère bavarois de l'Education et des Cultes avait décidé, en 2006, de fermer pour raisons budgétaires l'annexe augsbourgeoise du conservatoire, désormais intégré au Centre Léopold-Mozart de l'université, qui constitue ainsi un nouveau département.
Les enseignements couvrent un cursus de pédagogie musicale, un cursus d'interprétation (chant, instruments d'orchestre, instruments à clavier). Il dispense aussi des cours de guitare et de Musicothérapie. On  trouve aussi une formation, unique en Allemagne, à la direction d'harmonies.

## Religion
Augsbourg, dont la grande majorité de la population est catholique, est le siège du diocèse d'Augsbourg, faisant partie de la province ecclésiastique de Munich et Freising (historiquement partie de la province ecclésiastique de Mayence). Après le passage de la ville à la Bavière, il est resté dans un premier temps à l'ancienne affectation de 1821. De nombreux établissements d'enseignement catholiques sont actifs dans la ville d'Augsbourg, dont le prestigieux Gymnasium bei St. Stephan dirigé par les bénédictins de l'abbaye Saint-Étienne d'Augsbourg.

La confession d'Augsbourg (1530) est le texte fondateur du luthéranisme. La paix d'Augsbourg (1555) est un compromis qui suspend les hostilités entre les États luthériens et les États catholiques dans le Saint-Empire romain germanique. En commémoration de cette tradition, c'est à Augsbourg, le 31 octobre 1999 que l'Église catholique et la Fédération luthérienne mondiale signent la Déclaration commune sur la justification par la foi qui règle un contentieux théologique né de la Réforme de Martin Luther, vieux de 482 ans jour pour jour.

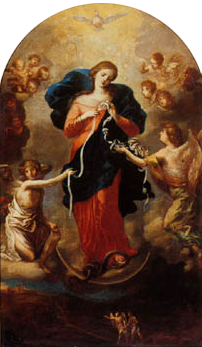
Tableau

Augsbourg est le siège d'une des éparchies de l'Église orthodoxe vieille-ritualiste russe.
Augsbourg est aussi connu par son tableau de Marie qui défait les nœuds, honoré dans l'église Saint-Pierre de Perlach et que le pape François a fait connaître lorsqu'il était au Brésil. La neuvaine à Marie qui défait les nœuds apporte de nombreux miracles. Le pape posséderait une copie au Vatican.

## Politique

### Élections municipales de 2020

#### Bourgmestre
| Partis                   | Partis                                    | Candidats                | Premier tour | Premier tour | Premier tour | Second tour | Second tour |
| Partis                   | Partis                                    | Candidats                | Voix         | %            | +/-          | Voix        | %           |
| ------------------------ | ----------------------------------------- | ------------------------ | ------------ | ------------ | ------------ | ----------- | ----------- |
|                          | Union chrétienne-sociale en Bavière (CSU) | Eva Weber                | 41 534       | 43,1         | 8,7          | 63 762      | 62,3        |
|                          | Parti social-démocrate d'Allemagne (SPD)  | Dirk Wurm                | 18 116       | 18,8         | 9,2          | 38 532      | 37,7        |
|                          | Alliance 90 / Les Verts (Grünen)          | Martina Wild             | 17 851       | 18,5         | 12,0         |             |             |
|                          | Alternative pour l'Allemagne (AfD)        | Andreas Jurca            | 4 673        | 4,8          | 1,0          |             |             |
|                          | Électeurs libres (FW)                     | Peter Hummel             | 3 054        | 3,2          | 0,4          |             |             |
|                          | Die Linke                                 | Frederik Hintermayr      | 2 564        | 2,7          | 0,8          |             |             |
|                          | Autres                                    |                          | 8 686        | 9,0          |              |             |             |
|                          |                                           |                          |              |              |              |             |             |
| Votes valides            | Votes valides                             | Votes valides            | 96 478       | 99,4         |              | 102 294     | 99,4        |
| Votes blancs et nuls     | Votes blancs et nuls                      | Votes blancs et nuls     | 576          | 0,6          | 661          | 0,3         |             |
| Total                    | Total                                     | Total                    | 97 054       | 100          | -            | 102 955     | 100         |
| Abstention               | Abstention                                | Abstention               | 117 056      | 54,7         |              | 111 027     | 51,9        |
| Inscrits / participation | Inscrits / participation                  | Inscrits / participation | 214 110      | 45,3         | 213 982      | 48,1        |             |

La bourgmestre Eva Weber est réélue à l'issue d'un second tour qu'elle remporte largement.

#### Conseil municipal
|                           |                                           |           |      |      |        |               |
| Parti                     | Parti                                     | Voix      | %    | +/-  | Sièges | +/-           |
|                           | Union chrétienne-sociale en Bavière (CSU) | 1 653 781 | 32,3 | 5,4  | 20     | 3             |
|                           | Alliance 90 / Les Verts (Grünen)          | 1 198 090 | 23,4 | 11,0 | 14     | 7             |
|                           | Parti social-démocrate d'Allemagne (SPD)  | 734 066   | 14,3 | 8,1  | 9      | 4             |
|                           | Alternative pour l'Allemagne (AfD)        | 337 834   | 6,6  | 0,7  | 4      | en stagnation |
|                           | Électeurs libres (FW)                     | 230 952   | 4,5  | 0,9  | 3      | 1             |
|                           | Die Linke                                 | 189 034   | 3,7  | 0,5  | 2      | en stagnation |
|                           | Parti libéral-démocrate (FDP)             | 117 201   | 2,3  | 0,7  | 1      | en stagnation |
|                           | Autres                                    | 666 649   | 13,0 |      | 7      |               |
|                           |                                           |           |      |      |        |               |
| Suffrages exprimés        | Suffrages exprimés                        | 94 934    | 97,9 |      |        |               |
| Votes blancs et invalides | Votes blancs et invalides                 | 2 079     | 2,1  |      |        |               |
| Total                     | Total                                     | 97 013    | 100  | -    | 60     | en stagnation |
| Abstentions               | Abstentions                               | 117 097   | 54,7 |      |        |               |
| Inscrits / participation  | Inscrits / participation                  | 214 110   | 45,3 |      |        |               |

## Architecture et tourisme

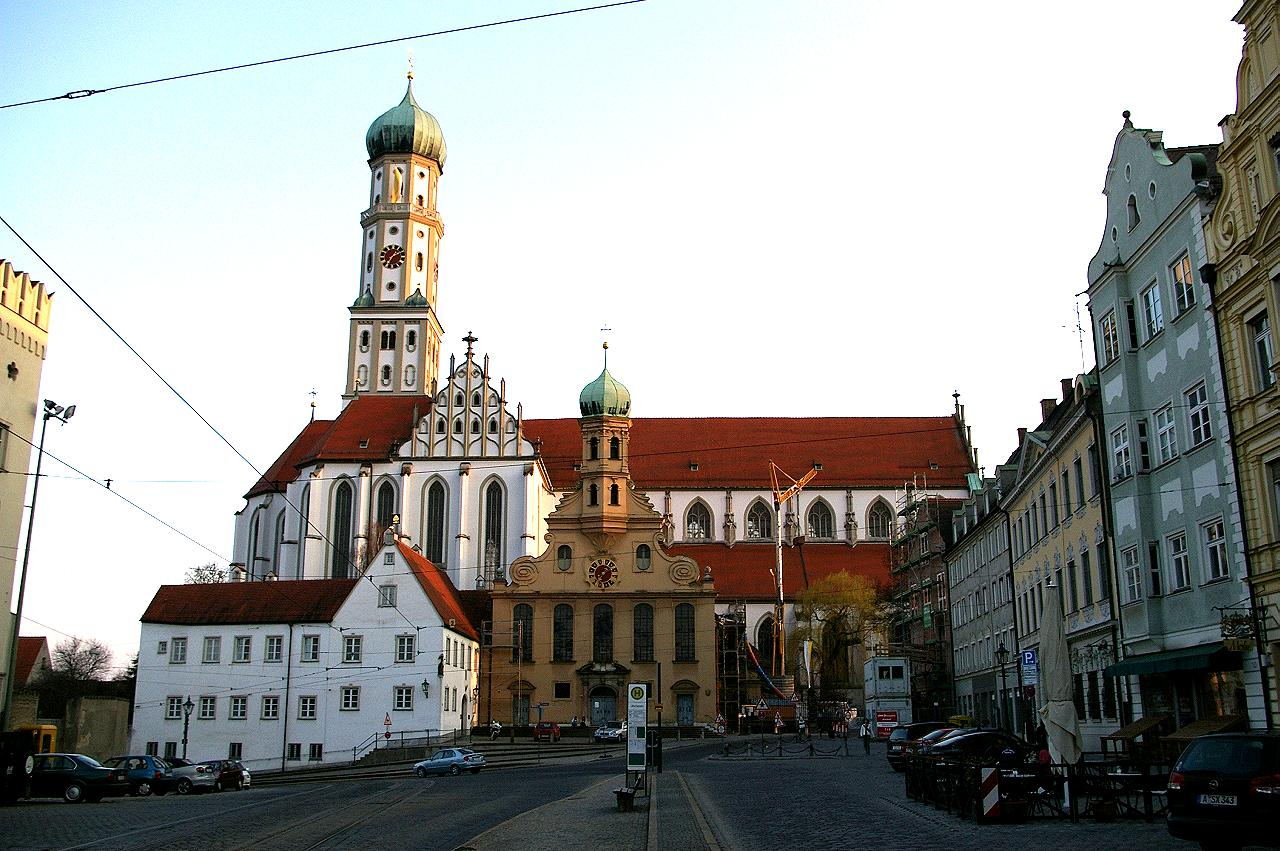
La basilique Saint-Ulrich-et-Sainte-Afre et ses environs.

- Cathédrale de la Visitation, vaste édifice roman, fondée au XIe siècle.
- Basilique Saint-Ulrich-et-Sainte-Afre (début du XVIe siècle), construite par Burckhardt Engelberg.
- Wassertürme : tours (XVe – XVIIIe siècles) utilisées comme châteaux d'eau.
- Restes de la fortification médiévale, avec bastions ajoutés au XVIe siècle et des portes essentiellement ornementales construites au début du XVIIe siècle par Elias Holl.
- Hôtel de ville, bâti par Elias Holl, qui contient la célèbre Salle dorée, avec ses murs et plafonds recouverts d'or, de peintures et de sculptures représentant d'un côté les empereurs romains chrétiens et de l'autre les empereurs romains non-chrétiens. La Salle dorée est connue aussi pour sa grande superficie, occupant le tiers du bâtiment.
- Maison natale de Leopold Mozart.
- Maison natale de Bertolt Brecht.
- Fuggerei, lotissement de maisons mitoyennes construites par la famille Fugger à partir de 1520, à des fins caritatives.
- Église Saint-Pierre de Perlach.
- La ville est également très connue en Allemagne pour la Augsburger Puppenkiste, théâtre de marionnettes fondé en 1948 par l'acteur Walter Oehmichen.
- Jardin botanique et parc zoologique.
- Hôtel Dorint Augsbourg, plus haut édifice de la ville.

En 1985, Augsbourg a accueilli le 70e congrès mondial d’espéranto, dont le thème était « Antiquité et modernité : que changer, que conserver ? ».

### Musées
- Musée municipal du palais Schaezler, comprenant aussi la Staatsgalerie Altdeutsche Meister (de) (annexe de l'Alte Pinakothek) avec notamment des tableaux de Dürer et des différents peintres augsbourgeois des XVe et XVIe siècles.
- Maximilian-Museum : musée consacré à l'histoire de la ville, dans une ancienne maison patricienne.
- TIM (Textil- und Industriemuseum) : musée national bavarois consacré à l'histoire de l'industrie textile, notamment à celle des nombreuses usines augsbourgeoises (le musée est installé dans une ancienne halle d'usine).
- Fugger- und Welser-Erlebnismuseum : musée consacré à l'histoire des deux grandes familles commerçantes et banquières du XVIe siècle augsbourgeois.
- Musée romain, installé dans l'ancienne église dominicaine et formé à partir du produit des nombreuses fouilles archéologiques augsbourgeoises. Le musée est fermé depuis décembre 2012[15] à la suite d'un risque d'effondrement du sol de l'église ; une exposition plus réduite se tient à l'Arsenal d'Augsbourg en attendant sa réouverture prévue pour 2022[16].
- Musées dans le Glaspalast, un bâtiment industriel construit en 1910 : plusieurs musées consacrés à l'art moderne et contemporain, notamment le H2 qui expose des œuvres de la collection de la Pinakothek der Moderne.

## Transports
La ville possède un réseau de tramways, qui compte à l'heure actuelle 5 lignes (une sixième est en projet). La ville est le centre d'un réseau de trains régionaux desservant notamment la Souabe bavaroise ; elle est aussi abondamment desservie par les trains (InterCity et Intercity-Express) circulant sur l'axe Munich-Stuttgart. Le TGV Paris Munich permet de relier la capitale française en un peu plus de cinq heures. La Bundesautobahn 8, également sur l'axe Munich-Stuttgart, est la principale route pour rejoindre la ville.

## Personnalités liées à Augsbourg
À Augsbourg sont nés :
- David d'Augsburg (ca 1200-1271), franciscain, auteur spirituel
- Erhard Ratdolt (1442-1528), pionnier de l'imprimerie
- Jakob Fugger (1459-1525), marchand et banquier
- Hans Holbein l'Ancien (1460-1524), peintre
- Hans Holbein le Jeune (1497-1543), peintre
- Adolph Occo (1524-1606), médecin et numismate
- Elias Holl (1573-1646), architecte
- Jonas Umbach (vers 1624-1693), peintre, dessinateur et graveur à l'eau-forte
- Barbara van Beck (1629-vers 1668), entrepreneure et claveciniste.
- Franz Mozart (1649-1693), arrière-grand-père de Wolfgang Amadeus Mozart
- Johann Jakob Brucker (1696-1770), pasteur et philosophe
- Leopold Mozart (1719-1789), violoniste, père de Wolfgang Amadeus Mozart
- Franz Xaver Birkinger (1833-1906), peintre
- Carl Ernst von Stetten (1857-1942), artiste, de la famille de banquier Stetten
- Ernst Troeltsch (1865-1923), philosophe, sociologue, théologien protestant
- Siegfried Aufhäuser (1884-1969), homme politique et dirigeant syndical, député du SPD au Reichstag.
- Bertolt Brecht (1898-1956), écrivain, dramaturge, poète
- Erich Brandenberger (1892–1955), général de la Wehrmacht pendant la Seconde Guerre mondiale.
- Magda Schneider (1909-1996), comédienne, chanteuse
- Wolfgang Lettl (1919-2008), peintre surréaliste
- Helmut Haller (1939-2012), footballeur
- Elmar Wepper (1944-2023), acteur allemand.
- Raimond Aumann (1963), footballeur
- Armin Veh (1961), ancien footballeur et entraîneur
- Elisabeth Micheler-Jones (1966-), kayakiste, championne olympique de slalom
- Oliver Fix (1973-), kayakiste, champion olympique et du monde de slalom.
- Florian Hecker (1975), compositeur de musique électronique.
- Susanne Berckhemer (1978), actrice
- Andreas Bourani (1983), chanteur
- Philipp Kohlschreiber (1983), tennisman
- Johannes Halbig (1989), chanteur du groupe Killerpilze
- Fabian Halbig (1992), batteur du groupe Killerpilze
- Maximilian Schlichter (1988), guitariste de Killerpilze

Ont vécu à Augsbourg :
- Ulrich d'Augsbourg (v. 890 - v. 973), religieux, évêque d'Augsbourg de 924 à 973, saint
- Albert von Augsburg (XIIe – XIIIe siècles), moine bénédictin à Augsbourg, hagiographe
- Othon Truchsess de Waldbourg (1514-1573), théologien, évêque et cardinal
- Jakob Krause (?-1586), relieur, dont une rue (d) de la ville porte le nom.
- Anton Peffenhauser (1525-1603), armurier
- Adrien de Vries (1545-1626), sculpteur
- Rudolf Diesel (1858-1913), inventeur du moteur qui porte son nom
- Sylvester Stadler (1910-1995), commandant allemand
- Hans Henning Atrott (né en 1944), philosophe allemand.

## Jumelages
- Bourges (France)
- Inverness (Écosse)
- Nagahama (Japon)
- Amagasaki (Japon)
- Dayton (États-Unis)
- Liberec (Tchéquie)
- Jinan (Chine)

## Industrie
- Böwe Systec
- Airbus
- Faurecia
- Fujitsu Siemens Computers
- Kuka
- MAN
- NCR
- Renk
- Siemens
- WashTec